# Palazuelo de Vedija (kommunhuvudort)
Palazuelo de Vedija är en kommunhuvudort i Spanien.   Den ligger i provinsen Provincia de Valladolid och regionen Kastilien och Leon, i den centrala delen av landet, 210 km nordväst om huvudstaden Madrid. Palazuelo de Vedija ligger 785 meter över havet och antalet invånare är 235.
Terrängen runt Palazuelo de Vedija är huvudsakligen platt. Palazuelo de Vedija ligger uppe på en höjd. Runt Palazuelo de Vedija är det ganska glesbefolkat, med 30 invånare per kvadratkilometer. Närmaste större samhälle är Medina de Ríoseco, 9,8 km sydost om Palazuelo de Vedija. Trakten runt Palazuelo de Vedija består till största delen av jordbruksmark.